# 張芹 (弘治進士)
張芹（1466年—1541年），字文林，號歉菴、又号歉斋，江西承宣布政使司臨江府新淦縣（今江西省新淦縣）人，民籍，明朝政治人物。

## 生平
江西鄉試第六十四名舉人。弘治十五年（1502年）中式壬戌科會試第二十一名，三甲第一百四十六名進士。授福州府推官。
正德年間，封為南京監察御史。寧夏平定后，大學士李東陽封官。張芹則批評李東陽身為大臣則沒有功勞，疏上，東陽涕泣不能辯。武宗責芹沽名，停俸祿三個月。給事中竇明因言獲罪下獄，張芹上疏營救。不久，出任徽州府知府。因避嫌宸濠叛亂事宜，改任杭州府知府。亂平，又回任徽州府知府。
嘉靖元年（1522年）七月，升遷浙江海道副使，歷任右參政、右布政使。六年九月因倭人爭貢牽連而被罷官回鄉。張芹對母侍奉甚佳，其持身节俭朴素，麻袍粗食地安度余生。嘉靖二十年卒，年七十六。

## 主奏
有《建文備遺錄》、《歉齋奏議》。

## 家族
曾祖張季轍；祖父張洪本；父張鑑，訓導。母毛氏；繼母陳氏；繼母廖氏。

## 延伸阅读
[在维基数据编辑]
 《明史卷二百〇八》，出自《明史》
 《國朝獻徵錄·卷之八十三》，出自焦竑《國朝獻徵錄》
 在维基共享资源阅览影像